# Ā, Domo. Ohisashiburi Desu.
A, Domo. Ohisashiburi Desu.  (Japanese: あっ、ども。おひさしぶりです。, "Oh, Hi. Long Time No See.") é o segundo álbum de estúdio da banda japonesa GReeeeN.Foi lançado em 25 de Junho 2008 e certificado pela RIAJ com mais de  1 milhão de cópias vendidas.

## Lista de faixas
Fonte: Oricon
1. SUN SHINE!!
2. Mata ne. (またね。)
3. Kiseki
4. Kimi Omoi (君想い)
5. Hito (人)
6. Sayonara Kara Hajimeyou (サヨナラから始めよう)
7. Chikyuu-gou (地球号)
8. Tabidachi (旅立ち)
9. no more war
10. BE FREE
11. Boyonka Boyoyonka ~Yukai na Otona-tachi~ feat. 2BACKKA & UNITEBUS
12. Namidazora (涙空))
13. Yozora no Kiseki ~Orgel version~ (夜空のキセキ)